# Antona variana
Antona variana là một loài bướm đêm thuộc phân họ Arctiinae, họ Erebidae.